# Hadula odontites
Hadula odontites là một loài bướm đêm thuộc họ Noctuidae. Nó được tìm thấy ở bán đảo Iberia qua miền trung và miền nam Europa, phía đông tới Ukraina. Ở phía nam nó được tìm thấy ở vùng Địa Trung Hải và Tiểu Á, miền bắc Iran, miền nam Nga, tới Mông Cổ.
Sải cánh dài 30–36 mm. Con trưởng thành bay từ tháng 4 đến tháng 6 và từ tháng 7 đến tháng 9 làm hai đợt. Ở các vùng cao, loài này chỉ có một lứa mỗi năm.
Ấu trùng ăn lá của Hippocrepis comosa. Cá thể trưởng thành ăn mật của Thymus, Origanum vulgare và Lotus corniculatus.

## Phụ loài
- Hadula odontites odontites
- Hadula odontites boisduvali
- Hadula odontites turkestana